# Ubaldo Castagnoli
Ubaldo Castagnoli (Roma, 7 maggio 1902 – Torino, 1982) è stato un architetto e ingegnere italiano.
Ha fatto parte del Gruppo 7, il collettivo che portò per primo in Italia la corrente del razionalismo. Tra il 1935 e il 1962 ha lavorato come ingegnere e architetto per la STIPEL.

## Biografia
Ubaldo Castagnoli nasce a Roma il 7 maggio 1902. L'8 gennaio 1925 si laurea al Politecnico di Milano in ingegneria e architettura e a dicembre dello stesso anno supera l'esame di stato a Roma. Insieme a sei compagni di studi fonda il Gruppo 7 nel 1926.
Nel 1935 viene assunto dalla STIPEL (Società telefonica interregionale piemontese e lombarda). Si sposa con Anita Pescali con la quale ha due figli e si trasferisce a Torino. Lavora per la STIPEL come ingegnere e architetto per ventisette anni con la carica di direttore generale della sezione Direzione generale per gli affari immobiliari.

### L'esperienza del Gruppo 7

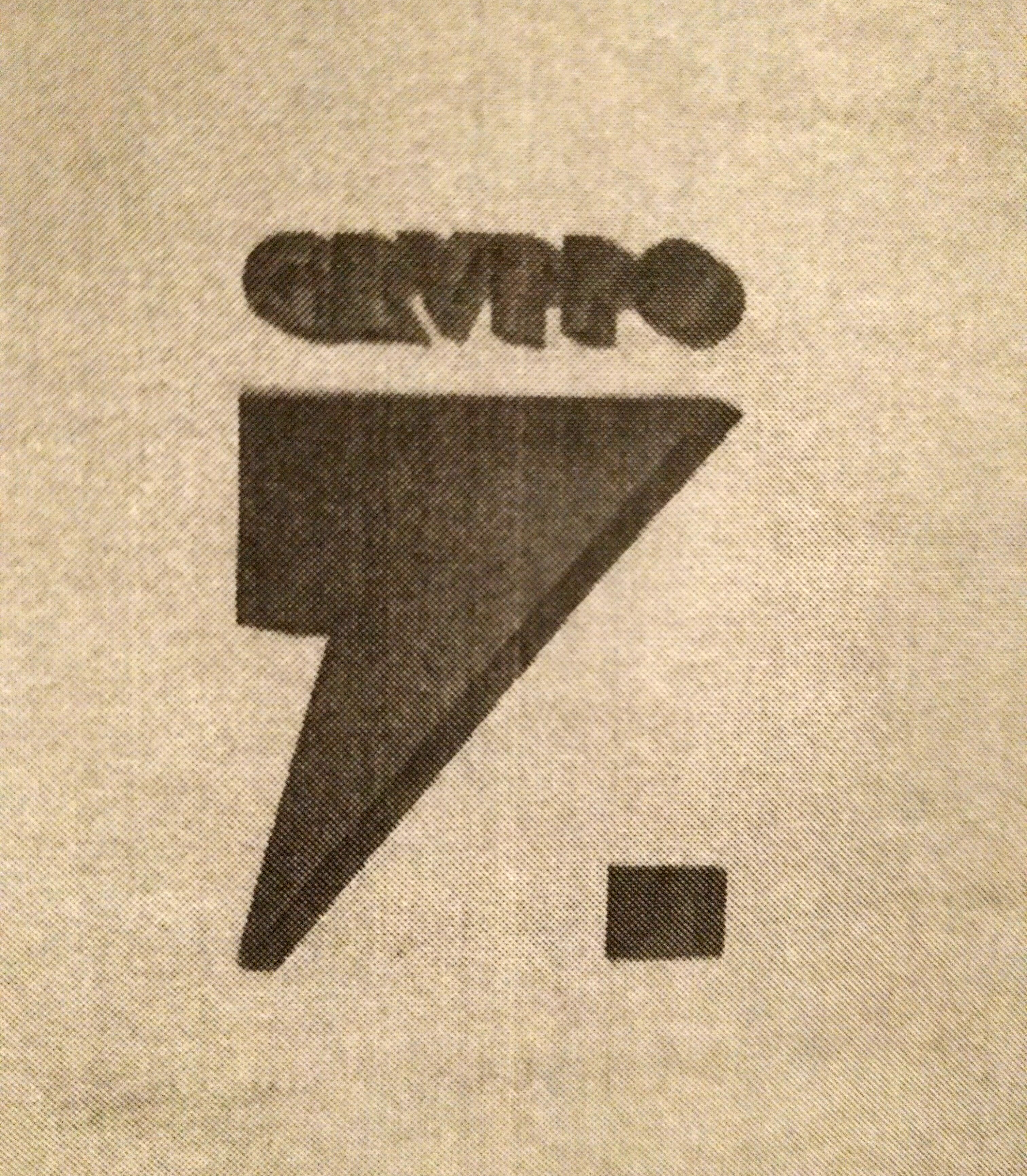
Il logo del Gruppo 7 sulla carta da lettere intestata compariva a lato dell'indirizzo via Viavaio 22, era di colore dorato.

Nel 1926, al Politecnico di Milano, Ubaldo Castagnoli è tra i fondatori del Gruppo 7, collettivo di sette architetti uniti dal desiderio di portare in Italia una nuova corrente architettonica, composto anche da Luigi Figini, Gino Pollini, Guido Frette, Sebastiano Larco Silva, Carlo Enrico Rava e Giuseppe Terragni. Il Gruppo 7 firma un manifesto culturale che sarà pubblicato in quattro successivi articoli sulla rivista «Rassegna Italiana» tra dicembre 1926 e maggio 1927, oggi considerato l'atto di nascita del razionalismo italiano. Desiderando un riconoscimento a livello internazionale, il gruppo spedisce lettere e fotografie dei primi progetti ai maggiori esponenti del Movimento Moderno (vedere le corrispondenze di Rava, su carta intestata con il logo Gruppo 7, con, tra gli altri: Le Corbusier, Walter Gropius, Hugo Häring, Erich Mendelsohn). Nel 1927 espone con il Gruppo 7 alla III Biennale di Monza.
Pochi mesi dopo la fondazione del Gruppo 7, nell'autunno 1927 Ubaldo Castagnoli esce dal gruppo. Nelle lettere tra i membri del Gruppo 7, conservate nel fondo Figini-Pollini al Mart di Rovereto, emerge la ragione di Castagnoli di accettare un'offerta di lavoro. In un'intervista, Luigi Frette dirà: «Il Gruppo 7 è nato sui banchi della scuola» e «si è sciolto dal momento in cui ognuno di noi ha cominciato a lavorare». Al posto di Castagnoli subentra Adalberto Libera.
Tra il 1926 e i primi anni del 1934 Castagnoli si mette in luce con diversi progetti per concorsi e mostre; realizza schizzi per il padiglione Pirelli; due oggetti e il progetto di un portale di chiesa in rame esposti alla V Triennale di Milano; due progetti in collaborazione con Piero Bottoni e Antonio Cassi Ramelli.
Nel 1931 e 1932 firma una serie di nove articoli su «Rassegna di Architettura», tutti molto tecnici, su materiali e forniture edili, dimostrando un meticoloso interesse per i materiali edili più eleganti e innovativi. Castagnoli in quegli anni condivide uno studio di architettura a Milano con Guido Frette, in via Rugabella 9.

### Il lavoro per la STIPEL

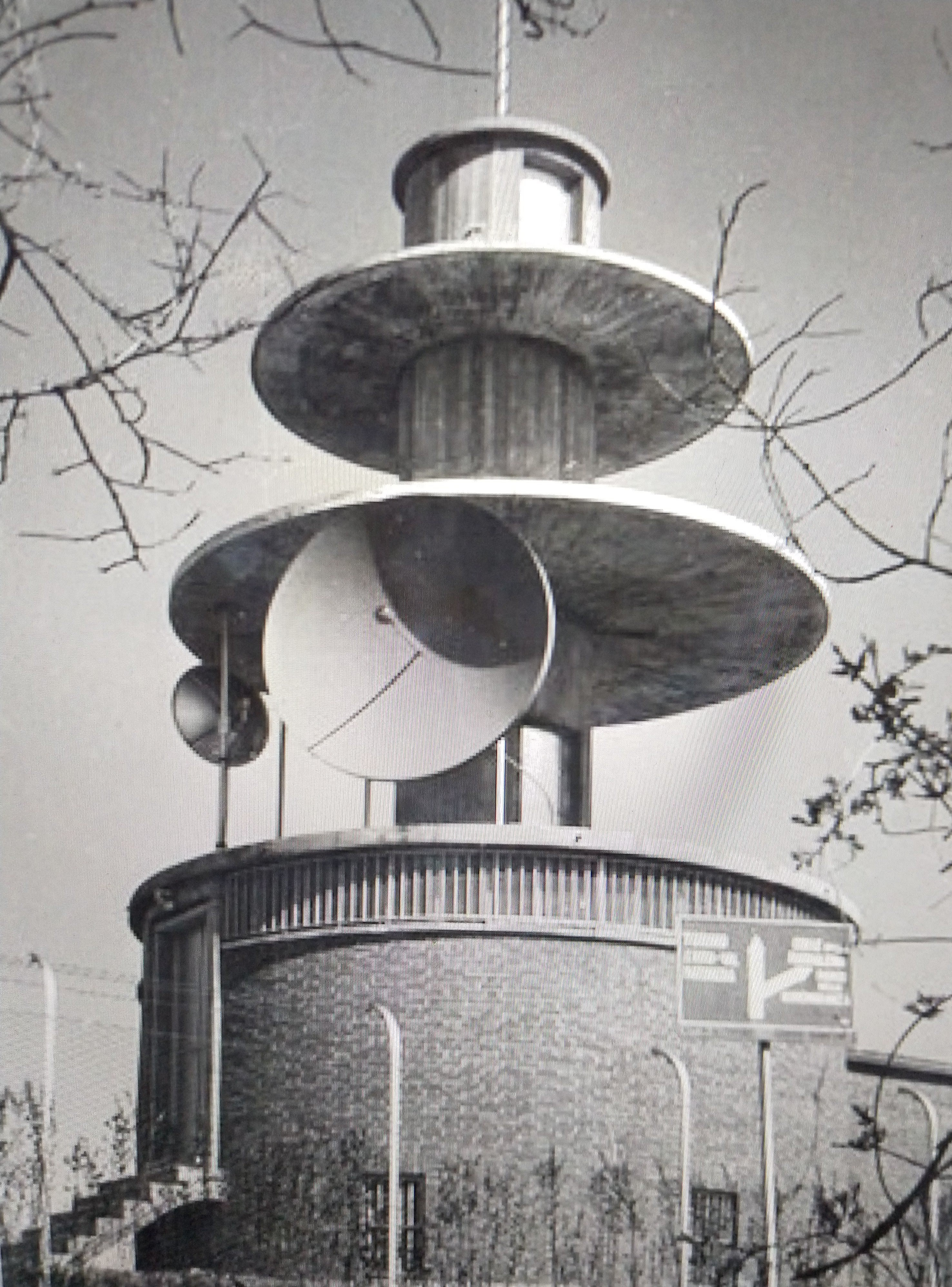
Ponte radio STIPEL di Torino: particolare della stazione ripetitrice del colle della Maddalena, agosto 1954

Nel 1935 Castagnoli viene assunto dalla STIPEL (Società telefonica interregionale piemontese e lombarda), che vedeva nella corrente del razionalismo la possibilità di caratterizzare la sua espansione all'insegna della modernità.
Ricoprirà la carica di direttore della sezione Direzione generale per gli affari immobiliari della STIPEL curando in Lombardia, Piemonte e Valle d’Aosta la scelta e l'acquisizione di spazi urbani, la progettazione di uffici, palazzi dei telefoni, centrali telefoniche e antenne, la sovrintendenza di molti cantieri e la costruzione, durante la guerra, di rifugi antiaerei. Dopo il 1957, a seguito di motivi di salute, lascerà il posto di direttore alla STIPEL ma continuerà a lavorare per l'azienda per altri cinque anni come libero professionista.
Tra i suoi lavori, merita menzione il ponte radio sul colle della Maddalena di Torino, negli anni cinquanta: al fine di offrire la massima flessibilità di spostamento delle antenne paraboliche a fronte dei frequenti cambiamenti della topografia dei ponti radio, Castagnoli ha introdotto la simmetria assiale nelle torri di telecomunicazione. Un altro progetto significativo è il nuovo palazzo dei telefoni STIPEL di via Confienza 10 a Torino, con la piscina sul tetto per il dopolavoro degli impiegati.

### Il restauro delle case del presidente Luigi Einaudi
Nel 1946, sotto raccomandazione di Guglielmo Reiss Romoli, Luigi Einaudi incarica Ubaldo Castagnoli di occuparsi del restauro della casa di via Lamarmora 80, a Torino, parzialmente danneggiata dai bombardamenti e sede provvisoria durante la guerra, della casa editrice Einaudi.
Nel 1948, Ubaldo Castagnoli restaurerà per il presidente Einaudi anche la villa San Giacomo, a Dogliani. La fitta corrispondenza tra il presidente e l'architetto Castagnoli per questi due restauri è conservata negli archivi Einaudi.

## Progetti (parziale)
- Tomba per il cimitero israelitico di Milano, con Guido Frette (1929)[13]
- Progetto di villa al mare presso Lussinpiccolo, esposto alla II Esposizione di architettura razionale italiana alla Permanente di Milano (1930)[14]
- Pianta del padiglione Pirelli alla Fiera di Milano, con Piero Bottoni (1930)[15]
- Progetto di concorso per il quartiere Francesco Baracca a San Siro, Milano, con Antonio Cassi Ramelli (1932)[16]
- Restauro ed elevazione del palazzo dei telefoni di Torino, in via Confienza 10, gravemente danneggiato dalle bombe, con la piscina sul tetto ad uso degli impiegati (1945)[17]
- Restauro della villa di Luigi Einaudi a Torino, in via Lamarmora 80 (1946)
- Restauro della villa San Giacomo del presidente Luigi Einaudi, a Dogliani (1948)

## Pubblicazioni
- Gruppo 7, Architettura I, in «Rassegna italiana», dicembre 1926
- Gruppo 7, Architettura II. Gli stranieri, in «Rassegna italiana», febbraio 1927
- Gruppo 7, Architettura III. Impreparazione, incomprensione, pregiudizi, in «Rassegna italiana», marzo 1927
- Gruppo 7, Architettura IV. Una nuova epoca arcaica, in «Rassegna italiana», maggio 1927
- Ubaldo Castagnoli, Villa al mare. Una casa ideata per il soggiorno estivo nei pressi di Lussinpiccolo, in 36 progetti di ville di architetti italiani, Milano-Roma, Bestetti e Tuminellis, 1930, p. 55
- Ubaldo Castagnoli, Nuovi vetri, blocco cavo, in «Rassegna di Architettura», IX n. 2, 5 febbraio 1931
- Ubaldo Castagnoli, Particolarità costruttive del Nuovo Teatro Puccini, in «Rassegna di Architettura» IX, 15 marzo 1931
- Ubaldo Castagnoli, Isolamenti acustici, in «Rassegna di Architettura», IX n. 4, 15 aprile 1931
- Ubaldo Castagnoli, Tipo di ventilazione naturale, in «Rassegna di Architettura», IX n. 5, 15 maggio 1931
- Ubaldo Castagnoli, Prima Mostra tecnico-artistica materiali e forniture edili; Marmi e pietre artificiali; Intonachi speciali; Rivestimenti, in «Rassegna di Architettura», IX n. 6, 15 giugno 1931
- Ubaldo Castagnoli, Blocchi e mattoni, in «Rassegna di Architettura», IX n. 7, 15 luglio 1931
- Ubaldo Castagnoli, Ancora degli isolamenti acustici, in «Rassegna di Architettura», IX n. 8, 15 agosto 1931
- Ubaldo Castagnoli, Sistema di riscaldamento "Crittal", in «Rassegna di Architettura», IX n. 9, 15 settembre 1931
- Ubaldo Castagnoli, Recensioni delle IV edizioni della Mostra tecnico-artistica. Materiali e forniture edili, in «Rassegna di Architettura», 1932